# Förstakammarvalet i Sverige 1896
Förstakammarvalet i Sverige 1896 var ett val i Sverige. Valet utfördes av landstingen och i de städer som inte hade något landsting utfördes valet av stadsfullmäktige. 1896 fanns det totalt 808 valmän, varav 788 deltog i valet.
I Kristianstads läns valkrets ägde valet rum den 8 januari. I Göteborgs stads valkrets ägde valet rum den 17 september. I Stockholms läns valkrets, Östergötlands läns valkrets, Jönköpings läns valkrets, Göteborgs och Bohusläns valkrets, Älvsborgs läns valkrets, Örebro läns valkrets och Gävleborgs läns valkrets ägde valet rum den 22 september. I Västernorrlands läns valkrets ägde valet rum den 23 september. I Malmöhus läns valkrets ägde valet rum den 29 september. I Stockholms stads valkrets ägde valet rum den 20 november. I Kalmar läns norra valkrets ägde valet rum den 2 december och i Kronobergs läns valkrets ägde valet rum den 21 december.

## Valresultat
| Parti  | Parti                     | Röster | Valda | Mandatfördelning | Mandatfördelning | Mandatfördelning |
| Parti  | Parti                     | Röster | Valda | FK 1896          | FK 1897          | +/-              |
| ------ | ------------------------- | ------ | ----- | ---------------- | ---------------- | ---------------- |
|        | Protektionistiska partiet | 439    | 11    | 97               | 97               | +-0              |
|        | Minoritetspartiet         | 133    | 3     | 26               | 27               | +1               |
|        | Partilösa                 | 154    | 3     | 27               | 26               | -1               |
|        | Övriga                    | 230    | 0     | 0                | 0                | +-0              |
| Totalt | Totalt                    | 956    | 17    | 150              | 150              | +-0              |

Det protektionistiska partiet behöll alltså egen majoritet.

## Invalda riksdagsmän
Stockholms stads valkrets:
- Carl von Friesen, min

Stockholms läns valkrets:
- Gustaf Fredrik Östberg, prot
- Gustaf Ekdahl, prot

Östergötlands läns valkrets:
- Gustaf Andersson i Kolstad, prot

Jönköpings läns valkrets:
- Fredrik von Strokirch, prot

Kronobergs läns valkrets:
- August Rappe, prot

Kalmar läns norra valkrets:
- Knut Tillberg, prot

Kristianstads läns valkrets:
- Magnus De la Gardie

Malmöhus läns valkrets:
- Hjalmar Lindgren, prot
- Carl Trolle-Bonde

Göteborgs och Bohusläns valkrets:
- Johan Sanne, prot

Göteborgs stads valkrets:
- Sigfrid Wieselgren, min

Älvsborgs läns valkrets:
- Pehr Lithander, prot

Örebro läns valkrets:
- Knut Bohnstedt, prot

Gävleborgs läns valkrets:
- Eric Larsson, min
- Walther von Hallwyl, prot

Västernorrlands läns valkrets:
- Herman Ölander

## Fotnoter
1. ↑  Siffrorna avser de sammanlagda röstetalen för de riksdagsledamöter som tillhörde respektive parti och valdes under detta år. Rösterna på kandidater som tillhörde partierna men inte vann ett riksdagsmandat har alltså sorterats in under "övriga". Röstetalen på valkretsnivå är hämtade från SCB och riksdagsledamöternas partitillhörigheter är baserade på uppgifter från bokserien Tvåkammarriksdagen 1867–1970.